# Universal (album Borknagar)
Universal – ósmy album studyjny norweskiego zespołu metalowego Borknagar wydany w 2010 roku. Podczas jego tworzenia pojawił się ponownie były gitarzysta zespołu Jens F. Ryland. Były wokalista grupy ICS Vortex nagrał partie wokalne do utworu "My Domain". Początkowo album miał być wydany końcem 2009 roku, jednak termin został przesunięty decyzją wytwórni Indie Recordings. Ostatecznie wydawnictwo ukazało się 22 lutego 2010 roku, w czterech formatach: standardowe CD (jewelcase), limitowany digipak (zawiera płytę bonusową), CD box z dodatkami oraz rozkładany gatefold LP z dwoma winylami.
29 stycznia 2010, przed premierą albumu, zespół opublikował pierwszy utwór "Havoc" na oficjalnym profilu Borknagar w portalu myspace.

## Lista utworów
Opracowano na podstawie materiału źródłowego:
| 1. | "Havoc" (Øystein G. Brun)                                       | 6:42  |
|    |                                                                 |       |
| 2. | "Reason" (Øystein G. Brun, Lars "Lazare" Nedland)               | 6:55  |
|    |                                                                 |       |
| 3. | "The Stir of Seasons" (Øystein G. Brun)                         | 4:01  |
|    |                                                                 |       |
| 4. | "For a Thousand Years to Come" (Øystein G. Brun)                | 6:46  |
|    |                                                                 |       |
| 5. | "Abrasion Tide" (Øystein G. Brun, Andreas "Vintersorg" Hedlund) | 7:14  |
|    |                                                                 |       |
| 6. | "Fleshflower" (Lars "Lazare" Nedland)                           | 3:28  |
|    |                                                                 |       |
| 7. | "Worldwide" (Øystein G. Brun)                                   | 6:59  |
|    |                                                                 |       |
| 8. | "My Domain" (Øystein G. Brun)                                   | 4:49  |
|    |                                                                 |       |
|    |                                                                 | 46:54 |
|    |                                                                 |       |
Bonusowe utwory w wersji CD Box i winylowej:
| 9.  | "Coalition of The Elements" (Øystein G. Brun) | 5:42  |
|     |                                               |       |
| 10. | "Loci" (Øystein G. Brun)                      | 2:03  |
|     |                                               |       |
|     |                                               | 07:45 |
|     |                                               |       |

## Twórcy
Borknagar
- Andreas "Vintersorg" Hedlund – wokal (poza "My Domain")
- Øystein Brun – gitara rytmiczna, gitara prowadząca
- Jens F. Ryland – gitara prowadząca
- Jan Erik "Tyr" Tiwaz – gitara basowa
- Lars "Lazare" Nedland – instrumenty klawiszowe, wokal, perkusja w utworze "Fleshflower"
- David Kinkade -  perkusja, instrumenty perkusyjne

Gościnnie
- Simen "ICS Vortex" Hestnæs – śpiew w utworze "My Domain"